# Erebia procopiani
Erebia procopiani är en fjärilsart som beskrevs av Hormuzaki 1892. Erebia procopiani ingår i släktet Erebia och familjen praktfjärilar. Inga underarter finns listade i Catalogue of Life.